# William Clarke
William Clarke (Tasmània, 11 d'abril de 1985) és un ciclista australià, professional des del 2008. En el seu palmarès destaca una victòria d'etapa al Tour Down Under de 2012.

## Palmarès
- 2009
  - 1r al Canberra Tour i vencedor d'una etapa
  - Vencedor d'una etapa al Tour of Geelong
- 2010
  - 1r al Tour of the Southern Grampians i vencedor de 3 etapes
  - Vencedor d'una etapa al Canberra Tour
- 2012
  - Vencedor d'una etapa al Tour Down Under
  - Vencedor d'una etapa a la Volta al Japó
- 2014
  - Vencedor d'una etapa a la Volta al Japó
  - Vencedor d'una etapa al Tour de Kumano
  - Vencedor d'una etapa al Tour de l'Iran
  - Vencedor d'una etapa al Tour de Perth
- 2015
  - Vencedor d'una etapa al Herald Sun Tour
- 2016
  - Vencedor d'una etapa al Herald Sun Tour
  - Vencedor de 2 etapes al Tour de Taïwan
  - Vencedor d'una etapa a la Volta a Àustria
  - Vencedor d'una etapa a la Volta a Portugal

### Resultats a la Volta a Espanya
- 2017. 157è de la classificació general

### Resultats al Giro d'Itàlia
- 2019. 141è de la classificació general